# El Carmen, San José Iturbide
El Carmen är en ort i Mexiko.   Den ligger i kommunen San José Iturbide och delstaten Guanajuato, i den centrala delen av landet, 220 km nordväst om huvudstaden Mexico City. El Carmen ligger 2 074 meter över havet och antalet invånare är 208.
Terrängen runt El Carmen är kuperad söderut, men norrut är den platt. Runt El Carmen är det ganska tätbefolkat, med 124 invånare per kvadratkilometer. Närmaste större samhälle är San José Iturbide, 2,7 km sydost om El Carmen. Trakten runt El Carmen består till största delen av jordbruksmark.